# تشاغراني
تشاغراني (بالألبانية: Çegrani) (او باللغة المقدونية: Чегране) هي قرية في بلدية غوستيفار في دولة مقدونيا الشمالية. تقع القرية على بعد حوالي 7 كيلومتر (4.3 ميل) شرق مدينة غوستيفار. يبلغ عدد سكانها حوالي 4000.
في بداية القرن التاسع عشر، كانت تشاغراني قرية ذات أغلبية ألبانية تقع في منطقة غوستيفارسكا ناهيا التابعة للدولة العثمانية. في عام 1900، كانت تشاغراني تمتلك نسبة 800 نسمة من المسلمين الألبان. في عام 1913، أصبحت القرية تحت سيطرة مملكة صربيا مع بقية فاردار مقدونيا. وفقًا للسلافي الروسي أفاناسيج سيليشوف في عام 1929، كانت تشاغراني مركزًا لبلدية خمس قرى.

## التاريخ

### العصر العثماني
بحسب التقارير العثمانية بين عامي 1467 و1468، ظهر ان تشاغراني يسكنها سكان ألبان مسيحيون أرثوذكسيون.

### نزاع كوسوفو (عام 1999): مخيم اللاجئين
خلال حرب كوسوفو، تم إنشاء مخيم مؤقت ضخم للاجئين الألبان عرقيا في تشاغراني من قبل مفوضية الأمم المتحدة السامية لشؤون اللاجئين، والاتحاد الدولي لجمعيات الصليب الأحمر والهلال الأحمر والمنظمات غير الحكومية المحلية. كان المخيم يدار من قبل منظمة كير، والتي كانت تتوقع في البداية قدوم 3,000 لاجئ, لكن تم ملئ المخيم إلى السعة هذه في غضون أيام. أصبح أكبر مخيم منفرد في الأزمة بأكملها، حيث انه كان يأوي أكثر من 43,000 شخص. تشير التقارير المباشرة إلى أن مخيم تشاغراني "كان يضم 57,000 نازح". وقد تم توفير بعض الرعاية الإنسانية لهم، إلى أن أصبح العبور امن ومتاح إلى كوسوفو.

## التركيبة السكانية
اعتبارًا من تعداد السكان لعام 2021، كان لتشاغراني 4022 مقيمًا. الأغلبية الساحقة من المقيمين هم البان عرقيا

## الرياضة
يلعب نادي كرة القدم المحلي كلوبي فوتبوليستيك ارسيمي (باللغة الألبانية: Klubi Futbollistik) في الدوري المقدوني الثاني لكرة القدم.